# Liste der Ortschaften im Bezirk Villach-Land
Die Liste der Ortschaften im Bezirk Villach-Land enthält die Gemeinden und ihre zugehörigen Ortschaften im Kärntner Bezirk Villach-Land.
- Gemeinde Afritz am See
  - Afritz (325)
  - Afritz am See (24)
  - Berg ob Afritz (113)
  - Gassen (93)
  - Kraa (276)
  - Lierzberg (183)
  - Möderboden (0)
  - Scherzboden (342)
  - Tassach (18)
  - Tauchenberg (16)
  - Tobitsch (90)

- Marktgemeinde Arnoldstein
  - Agoritschach (Zagoriče) (55)
  - Arnoldstein (Podklošter) (2036)
  - Erlendorf (Oljše) (431)
  - Gailitz (Ziljica) (979)
  - Greuth (Rute) (14)
  - Hart (Ločilo) (302)
  - Krainberg (Strmec) (6)
  - Krainegg (Podkrajnik) (4)
  - Lind (Lipa) (112)
  - Maglern (Megvarje) (299)
  - Neuhaus an der Gail (Poturje) (307)
  - Oberthörl (Zgornja Vrata) (55)
  - Pessendellach (Dole) (58)
  - Pöckau (Peče) (743)
  - Radendorf (Radna vas) (203)
  - Riegersdorf (Rikarja vas) (519)
  - Seltschach (Sovče) (378)
  - St. Leonhard bei Siebenbrünn (Šentlenart pri Sedmih studencih) (304)
  - Thörl-Maglern-Greuth (Rute pri Vratih)(9)
  - Tschau (Čava) (89)
  - Unterthörl  (Spodnja Vrata) (254)

- Gemeinde Arriach
  - Arriach (372)
  - Berg ob Arriach (40)
  - Dreihofen (50)
  - Hinterbuchholz (19)
  - Hinterwinkl (91)
  - Hundsdorf (149)
  - Innerteuchen (91)
  - Laastadt (173)
  - Oberwöllan (58)
  - Sauboden (114)
  - Sauerwald (21)
  - Stadt (35)
  - Unterwöllan (80)
  - Vorderwinkl (40)

- Marktgemeinde Bad Bleiberg
  - Bad Bleiberg (502)
  - Bleiberg-Kreuth (807)
  - Bleiberg-Nötsch (579)
  - Hüttendorf (201)
  - Kadutschen (52)

- Gemeinde Feistritz an der Gail
  - Feistritz an der Gail (Bistrica na Zilji) (643)

- Gemeinde Feld am See
  - Erlach (61)
  - Feld am See (638)
  - Feldpannalpe (2)
  - Klamberg (49)
  - Rauth (208)
  - Schattseite (17)
  - Untersee (24)
  - Wiesen (43)

- Gemeinde Ferndorf
  - Beinten (175)
  - Döbriach (14)
  - Ferndorf (604)
  - Glanz (103)
  - Gschriet (116)
  - Insberg (132)
  - Lang (32)
  - Politzen (143)
  - Rudersdorf (108)
  - St. Jakob (119)
  - St. Paul (70)
  - Sonnwiesen (397)

- Marktgemeinde Finkenstein am Faaker See
  - Altfinkenstein (Stari Grad) (64)
  - Faak am See (Bače) (1141)
  - Finkenstein (Bekštanj, bis 1970: Mallestig/Malošče) (1455)
  - Fürnitz (Brnca) (1512)
  - Gödersdorf (Vodiča vas) (401)
  - Goritschach (Zagoriče) (183)
  - Höfling (Dvorec) (44)
  - Kopein (Kopanje) (13)
  - Korpitsch (Grpiče) (288)
  - Latschach (Loče) (524)
  - Ledenitzen (Ledince) (1236)
  - Mallenitzen (Malence) (259)
  - Müllnern (Mlinare) (223)
  - Neumüllnern (Nova Mlinare) (122)
  - Oberaichwald (Zgornje Dobje) (284)
  - Oberferlach (Zgornje Borovlje) (94)
  - Outschena (Ovčna) (24)
  - Petschnitzen (Pečnica) (93)
  - Pogöriach (Pogorje) (182)
  - Ratnitz (Ratenče) (95)
  - Sigmontitsch (Zmotiče) (79)
  - St. Job (Šentjob) (176)
  - Stobitzen (Stopca) (194)
  - Susalitsch (Žužalče) (99)
  - Techanting (Teharče) (361)
  - Unteraichwald (Spodnje Dobje) (193)
  - Unterferlach (Spodnje Borovlje) (74)
  - Untergreuth (Spodnje Rute) (53)

- Gemeinde Fresach
  - Amberg (30)
  - Fresach (591)
  - Laas (98)
  - Mitterberg (152)
  - Mooswald (268)
  - Tragenwinkel (100)

- Gemeinde Hohenthurn
  - Achomitz (Zahomec) (83)
  - Draschitz (Drašče) (208)
  - Dreulach (Drevlje) (112)
  - Göriach (Gorje) (96)
  - Hohenthurn (Straja vas) (210)
  - Stossau (Štasava) (163)

- Marktgemeinde Nötsch im Gailtal
  - Bach (Potok) (42)
  - Dellach (Dole) (12)
  - Emmersdorf (Šmerče) (43)
  - Förk (Borče) (134)
  - Glabatschach (Globače) (8)
  - Hermsberg (Rute) (26)
  - Kerschdorf (Črešnje) (134)
  - Kreublach (Hriblje) (37)
  - Kühweg (Skovče) (74)
  - Labientschach (Labenče) (217)
  - Michelhofen (Mišelče) (42)
  - Nötsch (Čajna) (896)
  - Poglantschach (Poklanče) (54)
  - Saak (Čače) (328)
  - Semering (Semreče) (95)
  - St. Georgen im Gailtal (Šentjurij v Ziljski dolini) (99)
  - Wertschach (Dvorče) (99)

- Marktgemeinde Paternion
  - Aifersdorf (117)
  - Boden (23)
  - Duel (72)
  - Ebenwald (80)
  - Feffernitz (332)
  - Feistritz an der Drau (1631)
  - Feistritz an der Drau-Neusiedlung (224)
  - Kamering (160)
  - Kreuzen (122)
  - Mühlboden (118)
  - Neu-Feffernitz (1159)
  - Nikelsdorf (541)
  - Patendorf (19)
  - Paternion (681)
  - Pobersach (86)
  - Pogöriach (186)
  - Pöllan (135)
  - Rubland (88)
  - Tragail (1)
  - Tragin (3)

- Marktgemeinde Rosegg
  - Berg (Gora) (66)
  - Bergl (Gora) (166)
  - Buchheim (Podhum) (83)
  - Dolintschach (Dolinčiče) (34)
  - Drau (Na Dravi) (92)
  - Duel (Dole) (81)
  - Emmersdorf (Tmara vas) (120)
  - Frög (Breg) (130)
  - Frojach (Broje) (5)
  - Kleinberg (Mala gora) (45)
  - Obergoritschach (Zgornje Goriče) (50)
  - Pirk (Brezje) (83)
  - Raun (Ravne) (58)
  - Rosegg (Rožek) (461)
  - St. Johann (Ščedem) (18)
  - St. Lambrecht (Semislavče) (184)
  - St. Martin (Šmartin) (136)
  - Untergoritschach (Spodnje Goriče) (98)

- Marktgemeinde St. Jakob im Rosental
  - Dragositschach (Dragožiče) (71)
  - Dreilach (Dravlje) (49)
  - Feistritz (Bistrica) (304)
  - Fresnach (Brežnje) (20)
  - Frießnitz (Breznica) (166)
  - Gorintschach (Gorinčiče) (114)
  - Greuth (Rute) (79)
  - Kanin (Hodnina) (62)
  - Längdorf (Velika vas) (189)
  - Lessach (Leše) (79)
  - Maria Elend (Podgorje) (527)
  - Mühlbach (Reka) (219)
  - Rosenbach (Podrožca) (325)
  - Schlatten (Svatne) (372)
  - Srajach (Sreje) (181)
  - St. Jakob im Rosental (Šentjakob) (693)
  - St. Oswald (Šentožbolt) (152)
  - St. Peter (Šentpeter) (131)
  - Tallach (Tale) (327)
  - Tösching (Tešinja) (77)
  - Tschemernitzen (Čemernica) (18)
  - Winkl im Rosental (Kot) (202)

- Gemeinde Stockenboi
  - Aichach (79)
  - Alberden (56)
  - Drußnitz (13)
  - Gassen (158)
  - Hammergraben (23)
  - Hochegg (65)
  - Hollernach (14)
  - Liesing (5)
  - Mauthbrücken (55)
  - Mösel (21)
  - Ried (61)
  - Rosental (0)
  - Scharnitzen (36)
  - Seetal am Goldeck (0)
  - Stockenboi (224)
  - Tragail (147)
  - Unteralm (36)
  - Weißenbach (5)
  - Wiederschwing (38)
  - Ziebl (140)
  - Zlan (380)

- Marktgemeinde Treffen am Ossiacher See
  - Annenheim (743)
  - Äußere Einöde (168)
  - Buchholz (105)
  - Deutschberg (68)
  - Eichholz (11)
  - Görtschach (101)
  - Innere Einöde (27)
  - Kanzelhöhe (38)
  - Köttwein (374)
  - Kras (102)
  - Lötschenberg (30)
  - Niederdorf (144)
  - Oberdorf (36)
  - Ossiachberg (26)
  - Pölling (21)
  - Retzen (12)
  - Sattendorf (256)
  - Schloss Treffen (38)
  - Seespitz (282)
  - Stöcklweingarten (374)
  - Töbring (343)
  - Treffen (846)
  - Tschlein (0)
  - Verditz (219)
  - Winklern (199)

- Marktgemeinde Velden am Wörther See
  - Aich (Dob) (145)
  - Augsdorf (Loga Vas) (476)
  - Bach (Potok) (118)
  - Dieschitz (Deščice) (104)
  - Dröschitz (Trešiče) (224)
  - Duel (Dole) (167)
  - Fahrendorf (Borovniče) (125)
  - Göriach (Gorje) (288)
  - Kantnig (Konatiče) (2)
  - Kerschdorf (Črešnje) (291)
  - Köstenberg (Kostanje) (142)
  - Kranzlhofen (Dvor) (207)
  - Latschach (Loče) (113)
  - Lind ob Velden (Lipa ob Vrbi) (989)
  - Oberdorf (Zgornja vas) (298)
  - Oberjeserz (Zgornje Jezerce) (186)
  - Oberwinklern (Vogliče) (181)
  - Pulpitsch (Polpače) (57)
  - Rajach (Sreje) (220)
  - Saisserach (Zajzare) (13)
  - Selpritsch (Žoprače) (831)
  - Sonnental (395)
  - St. Egyden (Šentilj) (324)
  - Sternberg (Šentjurij na Strmcu) (80)
  - Treffen (Trebinja) (66)
  - Unterjeserz (Spodnje Jezerce) (227)
  - Unterwinklern (Spodnje Vogliče) (49)
  - Velden am Wörther See (Vrba) (2421)
  - Weinzierl (Vinare) (140)
  - Wurzen (Koren) (304)

- Marktgemeinde Weißenstein
  - Gummern (97)
  - Kellerberg (136)
  - Lansach (199)
  - Lauen (14)
  - Puch (626)
  - Stadelbach (412)
  - Stuben (126)
  - Töplitsch (452)
  - Tscheuritsch (66)
  - Uggowitz (22)
  - Weißenbach (166)
  - Weißenstein (605)

- Gemeinde Wernberg
  - Damtschach (Domačale) (269)
  - Dragnitz (Dragniče) (73)
  - Duel (Dolje) (211)
  - Föderlach I (Podravlje) (1032)
  - Föderlach II (Podravlje) (64)
  - Goritschach  (Goriče)(398)
  - Gottestal (Skočidol) (187)
  - Kaltschach (Hovče) (540)
  - Kantnig (Konatiče) (64)
  - Kletschach (Kleče) (40)
  - Krottendorf (Kročja vas) (144)
  - Lichtpold (Lihpolje) (228)
  - Neudorf (Nova vas) (290)
  - Ragain (Draganje) (153)
  - Sand (Pešče) (101)
  - Schleben (Šleben) (36)
  - Stallhofen (Štavf) (230)
  - Sternberg (Strmec) (75)
  - Terlach (Trnovlje) (189)
  - Trabenig (Trabenče) (244)
  - Umberg (Umbar) (370)
  - Wernberg (Vernberk) (631)
  - Wudmath (Vudmat) (62)
  - Zettin (Cetinje) (31)